# Ứng viện đoàn

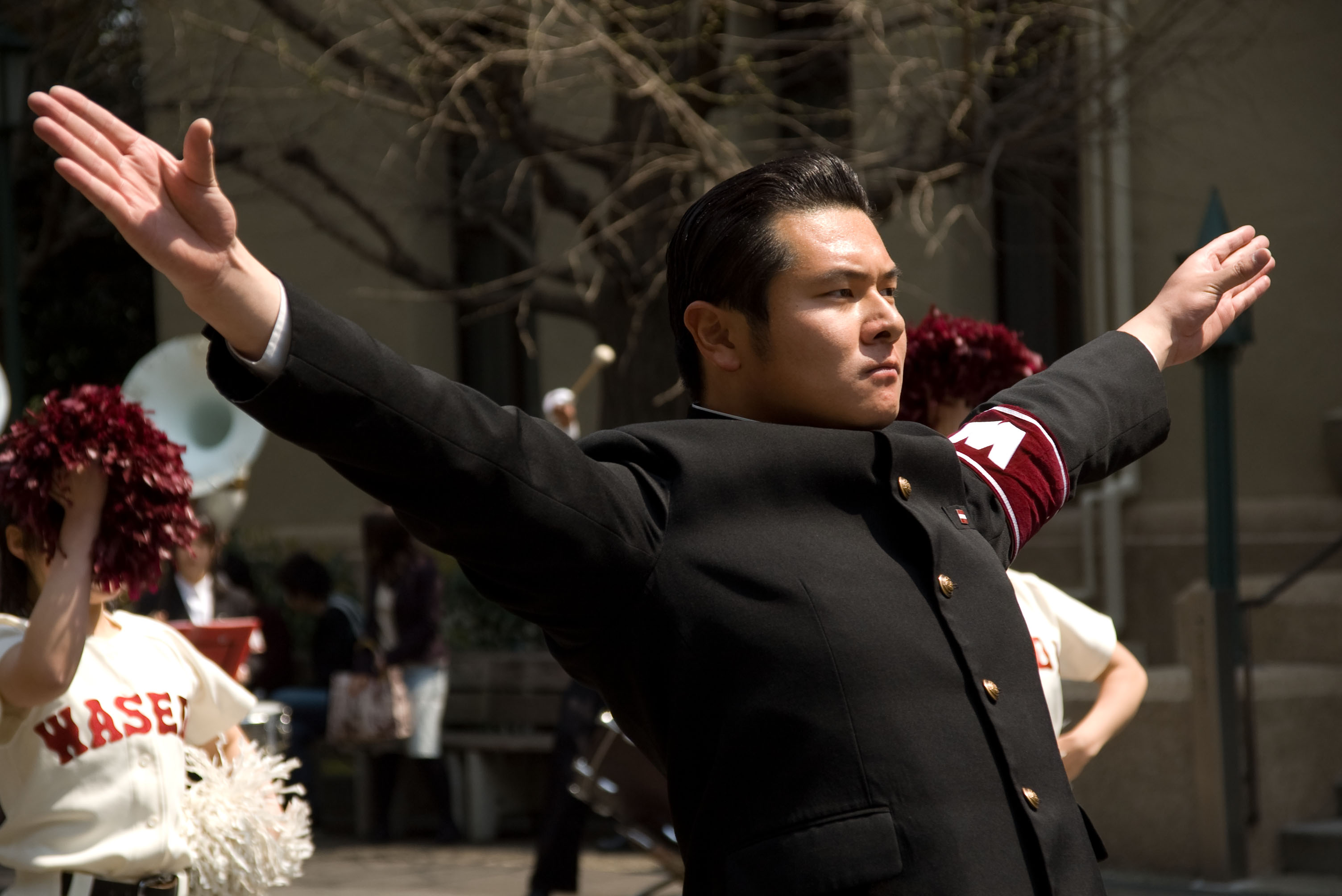
Các thành viên ứng viện đoàn thuộc Đại học Waseda

Ứng viện đoàn, hay ouendan (応援団, ouendan), là một hình thức đội cổ động tại Nhật Bản, thường xuất hiện trong các sự kiện thể thao. Được cho một sự phái sinh từ văn hóa cổ động trong thể thao Mĩ, ứng viện đoàn xuất hiện và trở nên phổ biến cùng với các hoạt động ngoại khóa, đặc biệt là thể thao học đường, được khuyến khích tại Nhật vào cuối thế kỉ 19. Những ứng viện đoàn thường được tổ chức là hoạt động ngoại khóa trong các trường học, cơ quan, đoàn thể, để hỗ trợ hoạt động thể dục thể thao ở đó.

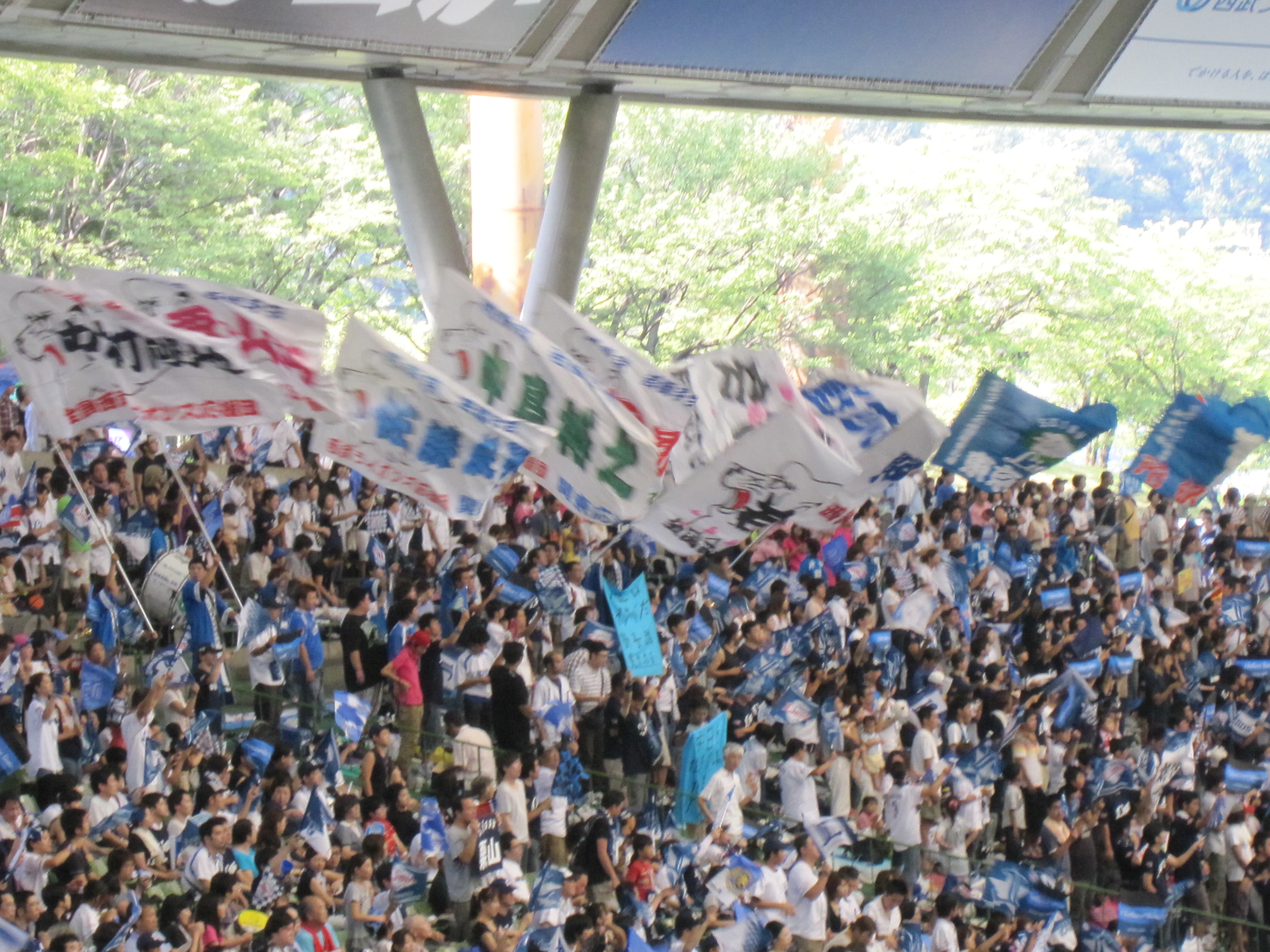
Ứng viện đoàn tư nhân cổ vũ cho CLB Saitama Seibu Lions

Đối với hoạt động thể thao chuyên nghiệp, đặc biệt tại Giải bóng chày chuyên nghiệp (NPB), họ là những tổ chức độc lập, được sự cho phép của các câu lạc bộ để triển khai hoạt động cổ động, và thường được phân loại là ứng viện đoàn tư nhân (私設応援団, shisetsu-ouendan).

## Hình thức cổ động
Khác với các đội hoạt náo kiểu Mỹ (cheerleading squad) cổ động phổ biến bằng hình thức đồng diễn và nhào lộn của các hoạt náo viên, hoạt động cổ động của ứng viện đoàn chủ yếu đến từ việc đồng diễn số lượng lớn trên khán đài.
Sử dụng trống, kèn, cờ, băng rôn, loa cầm tay, các thành viên  đoàn sẽ đồng biểu diễn một điệu nhảy múa đặc trưng, cũng như đồng thanh hát hoặc gào thét các bài hát và khẩu hiệu cổ vũ. Các hoạt động trên, tùy vào từng đoàn, có thể kết hợp biểu diễn của dàn hợp xướng hay các hoạt náo viên kiểu Mỹ nói trên.
Dẫn đầu ứng viện đoàn là đoàn trưởng (団長 ,danchou). Tùy vào ứng viện đoàn, đoàn trưởng sẽ mặc bộ đồng phục gakuran, áo happi, đeo băng tay hay băng đô đầu để biểu thị chức trách đoàn trưởng, cũng như sử dụng loa phóng thanh trong nhiều trường hợp. Người này chịu trách nhiệm hô hào dẫn dắt hoạt động cổ động của các thành viên ứng viện đoàn. Ngoài ra, trong đoàn còn có người cầm cờ (親衛隊,shineitai, tức 'thân vệ đội') giữ trọng trách cầm và phất lá cờ hiệu khổ lớn bên cạnh đoàn trưởng.